# Goniobranchus decorus
Goniobranchus decorus is een slakkensoort uit de familie van de Chromodorididae. De wetenschappelijke naam van de soort is voor het eerst geldig gepubliceerd in 1860 door Pease.